# چپ ضدسرمایه‌داری اروپا

لوگوی چپ ضدسرمایه‌داری اروپا

چپ ضدسرمایه‌داری اروپا شبکه‌ای غیررسمی از احزاب دست چپی و ضدسرمایه‌داری است. این شبکه برای اولین بار در مارس ۲۰۰۰ در شهر لیسبون و با حضور نمایندگانی از حزب سوسیالیست اسکاتلند، بلوک چپ از پرتغال، اتحاد سرخ-سبز از دانمارک، اتحادیه کمونیست انقلابی از فرانسه و حزب آزادی و همبستگی از ترکیه جلسه تشکیل داد. از آن به بعد این شبکه هر شش ماه یک‌بار تشکیل جلسه داده‌است.
غیر از احزابی که در بالا ذکر شد، ائتلاف متحد احترام، حزب کارگران سوسیالیست و حزب سوسیالیست از بریتانیای کبیر، «چپ» از لوکزامبورگ، زوتیک از منطقه باسک و نمایندگانی از اسپانیا و سوئیس نیز معمولاً به عنوان اعضای ناظر شرکت می‌کنند.
چپ ضدسرمایه‌داری اروپا با ساختن یک اروپای سرمایه‌داری مخالف است. این شبکه در جلسه‌ای که در نوامبر ۲۰۰۵ در لندن برگزار شد قرار را بر این گذاشت که مشارکت بین اعضا را افزایش دهد و حضور عمومی بیش‌تری داشته باشد.
رابطهٔ بین این شبکه و حزب چپ اروپا نامشخص است اما چندین حزب عضو هر دوی این تشکل‌ها هستند.

## اعضای کنونی
- پرتغال: بلوک چپ
- دانمارک: اتحاد سرخ-سبز
- فرانسه: اتحادیه کمونیست انقلابی
- بریتانیا: حزب کارگران سوسیالیست
- اسکاتلند: حزب سوسیالیست اسکاتلند
- انگلستان و ولز: ائتلاف متحد احترام
- اسپانیا: Espacio Alternativo
- گالیسیا: بلوک ناسیونالیست گالیسیا
- باسک: زوتیک
- سوییس: همبستگی
- سوییس: جنبش سوسیالیسم
- ترکیه: حزب آزادی و همبستگی
- ایرلند: حزب کارگران سوسیالیست

## اعضای ناظر
- ایتالیا: حزب نوبنیاد کمونیست
- یونان: ائتلاف چپ، جنبش‌های اجتماعی و اکولوژی
- لوکزامبورگ: چپ
- کاتالونیا (اسپانیا): چپ متحد و آلترناتیو
- بریتانیای کبیر: حزب سوسیالیست
- ایرلند: حزب سوسیالیست
- اتریش: حزب کمونیست اتریش
- آلمان: حزب کمونیست آلمان (۱۹۶۸)